# Hyalochaete
Hyalochaete is een geslacht uit de composietenfamilie (Asteraceae). Het geslacht telt slechts een soort, die voorkomt in Afghanistan.

## Soorten
- Hyalochaete modesta (Boiss.) Dittrich & Rech.f.